# Yijin
Yijin (kinesiska: 义津) är en köping i östra Kina. Den ligger i Zongyang härad i staden Tongling i provinsen Anhui, omkring 110 kilometer söder om provinshuvudstaden Hefei. Antalet invånare är 43 412. Befolkningen består av 21 566 kvinnor och 21 846 män. Barn under 15 år utgör 16,0 %, vuxna 15-64 år 73 %, och äldre över 65 år 9,0 %.